# Ameridion armouri
Espèce
Synonymes
- Theridion armouri Levi, 1959

 Ameridion armouri est une espèce d'araignées aranéomorphes de la famille des Theridiidae.

## Distribution
Cette espèce se rencontre au Panama et à la Trinité.

## Description
La femelle holotype mesure 2,0 mm.

## Étymologie
Son nom d'espèce lui a été donné en référence au lieu de sa découverte, l'Armour Trail sur île Barro Colorado.

## Publication originale
- Levi, 1959 : The spider genera Achaearanea, Theridion and Sphyrotinus from Mexico, Central America and the West Indies (Araneae, Theridiidae). Bulletin of the Museum of Comparative Zoology, vol. 121, no 3, p. 57-163 (texte intégral).